# معيارية

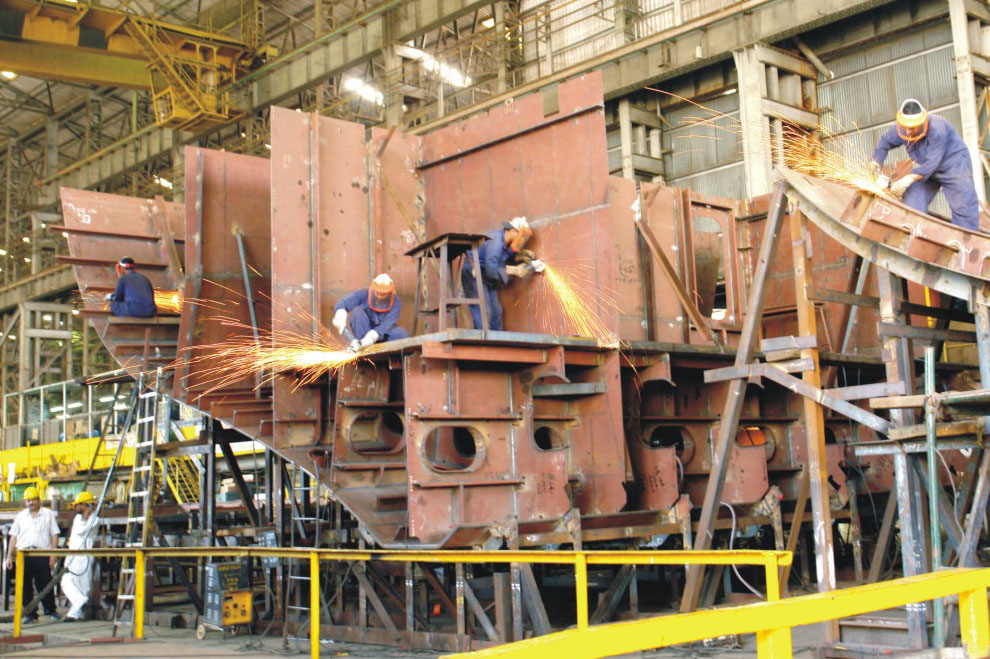

معيارية (بالإنجليزية: Modular design)‏ في النظم الهندسية وتصميم الوحدات أو «النمطية في التصميم» هو نهج يقسم نظام إلى أجزاء أصغر (نماذج، وحدات أو معايير) التي يمكن أن تصنع باستقلالية لاستخدامها في نظم مختلفة للعديد من الوظائف.